# Bao Xishun
Bao Xishun (Xi Shun, ur. 2 listopada 1951 w Chinach) – pochodzący z Chifeng mieszkaniec Mongolii Wewnętrznej, w latach 2005-2009 wpisany do księgi rekordów Guinnessa jako najwyższy człowiek świata.
Oficjalny pomiar jego wzrostu dokonany w szpitalu w Chifeng wykazał 2 metry i 36 cm, co spowodowało, że 15 stycznia 2005 został uznany przez księgę rekordów Guinnessa za najwyższego żyjącego człowieka świata. W sierpniu 2007 niektórzy uważali, że najwyższym człowiekiem jest Ukrainiec Leonid Stadnik (miał mieć 257 cm). W roku 2008 Bao Xishun odzyskał tytuł, gdy Ukrainiec nie pozwolił na zrobienie sobie pomiarów w sposób wymagany przez procedury Księgi Rekordów Guinnessa. Tytuł utracił ponownie w 2009 roku, gdy wykonano pomiary wzrostu Turka Sultana Kösena (247 cm).
W grudniu 2006 rozgłos przyniosła mu interwencja w akwarium w ogrodzie zoologicznym w Fushun, gdzie został poproszony o wyjęcie ciał obcych z żołądków dwóch delfinów. Bao Xishun wydostał poprzez pyski delfinów kawałki plastiku, wykorzystując swoje ręce o długości 106 cm.
W marcu 2007 Xishun ożenił się z 29-letnią Xia Shujuan, mającą 1,68 m wzrostu, mieszkanką jego rodzinnego miasta. W październiku 2008 roku para doczekała się syna.